# Fonderie royale de Munich

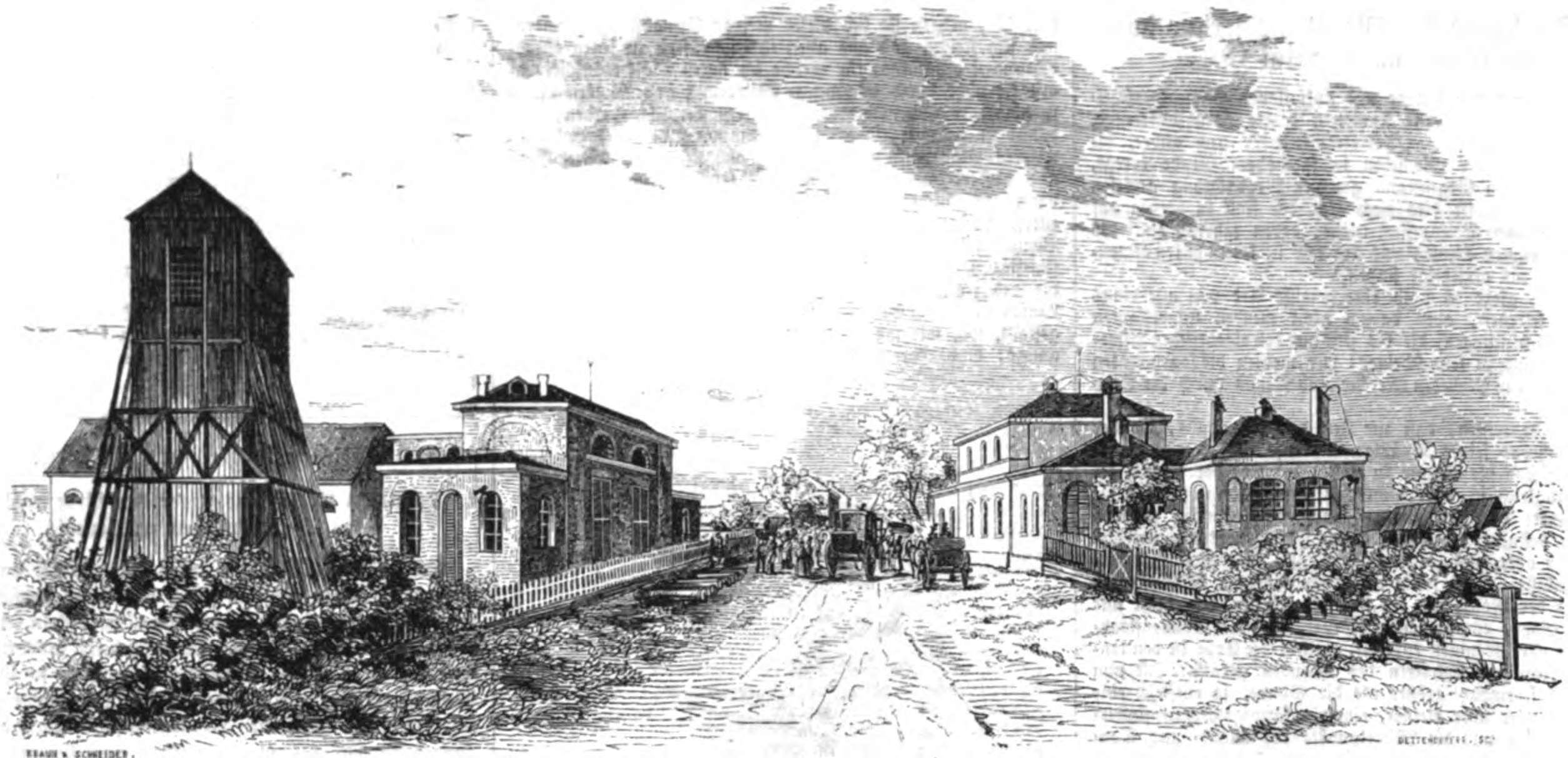
La fonderie royale de Munich en 1845.

La fonderie royale de Munich ((de) Königliche Erzgießerei in München) est une fonderie d'art coulant exclusivement du bronze qui exista entre 1822 et 1931. Beaucoup de statues de Munich et de ses environs y ont été réalisées.

## Statut juridique
Lors de sa création, sous le règne de Maximilien Ier de Bavière la société est publique. Il s'agit tout d'abord d'un institut de recherche en métallurgie, subventionné par le royaume de Bavière selon le souhait de Louis Ier. Les produits qui sont fabriquées dans cette usine sont d'une très bonne qualité et issu d'un niveau technologique avancé, ils sont donc tout à fait compétitif sur le marché international.
Le bâtiment est entièrement financé par le royaume, le directeur ou plutôt l'inspecteur (Inspektor) est lui payé par le cabinet ministériel jusqu'à la mort de Johann Baptist Stiglmaier puis par le royaume directement.
Même après 1873 et la privatisation de la fonderie, avec sa vente à Ferdinand von Miller le directeur de celle-ci, le royaume de Bavière continue de la subventionner.

## Emplacement et liaison aux réseaux de transport
La fonderie est construite en 1822 entre Munich  et le domaine du château de Nymphenburg, à l'époque à l'extérieur de la ville, sur un domaine appartenant à l'armée bavaroise.
La Feldstraße, qui est devenue depuis la Ergießereistraße, connecte la Dachauer Straße (de) à la Nymphenburger Straße (de).
Le chemin de fer le plus proche se trouve dans la Dachauer Straße, au niveau de la Eisenbahnkaserne, il sert principalement à la fabrique d'armes adjacente, qui produit surtout des affûts.
À l'ouest se trouve également un gisement de sable, ce qui est utile à la fonderie et qui donne son nom à la Sandstraße.
Aux alentours, on trouve également la caserne Maximilien et le Neue Militär Lazareth.
Dans les environs, au 34 Nyphenburger Straße, Miller se fait construire une villa.
Cependant Lous Ier lui impose d'habiter dans la fonderie dans des appartements spécialement construits à cet effet.
En 1863, alors que Miller commence à souffrir d'un décollement de rétine, une maison pour la Rekonvalescenten Vereins est construite au 1 Erzgiesserey-Straße à côté de la villa de ce dernier.

## Employés
De 1841 à 1844, la fonderie emploie entre 44 et 54 employés.

## Raisons de sa fondation
Louis Ier, avec son goût prononcé pour la Grèce antique, veut construire des statues en bronze afin d'embellir les édifices qu'ils fait construire. Le bronze est un matériau noble et résistant dans le temps, ce qui correspond tout à fait aux desseins de Louis Ier.

## Histoire
Johann Baptist Stiglmaier est embauché en 1818 en tant que frappeur de monnaie. On lui donne en même temps une bourse pour effectuer un voyage de formation dans le sud de l'Italie. Il y acquiert des connaissances sur la sculpture antique et moderne ainsi que sur la coulée du bronze.
En 1822, il revient à Munich. En avril 1823, Leo von Klenze reçoit la commande pour la construction du bâtiment de la fonderie. Celui-ci est achevé en 1826.
En 1824, Stiglmaier coule un bas-relief pour la tombe de deux enfants brésiliens, ramenés par les scientifiques Johann Baptist von Spix et Carl Friedrich Philipp von Martius. Il le réalise dans la fabrique de monnaie de Munich.
Il est ensuite, en 1825, nommé inspecteur de la fonderie royale, ce qui est en fait un poste de directeur. Il meurt en 1844. C'est son neveu Ferdinand von Miller qui lui succède. Par la même occasion il devient professeur de l'académie des beaux-arts de Munich.
De 1837 à 1865, se trouve dans la fonderie un atelier de dorure au mercure. Le procédé utilisé dégage de grande quantité de vapeur de mercure, ce qui est très toxique.
Il fut utilisé pour dorer douze statues de différents membres de la famille régnante : les Wittelsbach. Elles se trouvent à la résidence de Munich dans le foyer de la salle d'Hercule. Une statue de la Vierge Marie de Johann Peter von Götting pour la Marienkirche d'Aix-la-Chapelle a également été produite à Munich.

## Destruction
Le bâtiment est détruit lors des bombardements de la Seconde Guerre mondiale.

## Liste des monuments réalisés par la fonderie
| Sculpteur                                           | Mouleur                   | Sujet                                                                                            | Lieu                                                      | Année de coulée | Année d'inauguration | Remarques | Photo                                                         |
| --------------------------------------------------- | ------------------------- | ------------------------------------------------------------------------------------------------ | --------------------------------------------------------- | --------------- | -------------------- | --- | ------------------------------------------------------------- |
| Leo von Klenze                                      | Johann Baptist Stiglmaier | Bekrönung der Konstitutionssäule                                                                 | Gaibach                                                   | 1826            | 1828                 | |                                                               |
| Leo von Klenze                                      | Johann Baptist Stiglmaier | Obélisque de Karolinenplatz                                                                      | Munich                                                    | 1829            | 1833                 | maçonnerie recouverte de plaques de bronze |                                                               |
| Johann Baptist Stiglmaier                           | Johann Baptist Stiglmaier | Statue sur la tombe de Karoline von Mannlich de la famille de Johann Christian von Mannlich      | Alter Südfriedhof de Munich                               | 1833            | 1833                 | |                                                               |
| Christian Daniel Rauch                              |                           | Maximilien Ier de Bavière                                                                        | Théâtre national de Munich                                | 1834            | 1835                 | |                                                               |
| Ludwig Schwanthaler                                 |                           | Cruzifix                                                                                         | Cathédrale Saint-Pierre et Saint-Georges de Bamberg       |                 | 1837                 | |                                                               |
| Bertel Thorvaldsen                                  | Johann Gustapfel          | Friedrich Schiller                                                                               | Schillerplatz, Stuttgart                                  | 1838            | 1839                 | Modèle livré d'italie |                                                               |
| Bertel Thorvaldsen                                  | Johann Gustapfel          | Maximilien Ier de Bavière                                                                        | Wittelsbacherplatz                                        |                 | 1839                 | statue équestre, modèle livré d'Italie |                                                               |
| Ludwig Schwanthaler                                 |                           | 12 Statues dorées des Wittelsbachs                                                               | Résidence de Munich salle d'Hercule                       | 1837            | 1842                 | |                                                               |
| Ludwig Schwanthaler                                 |                           | Jean Paul                                                                                        | Friedrichstraße (Bayreuth) (de)                           |                 | 1841                 | |                                                               |
| Leo von Klenze, Ludwig Schwanthaler                 |                           | Fronton intérieur du Walhalla                                                                    | Donaustauf                                                |                 | 1841                 | étain |                                                               |
| Ludwig Schwanthaler                                 |                           | Wolfgang Amadeus Mozart                                                                          | Mozartplatz, Salzbourg                                    | 1841            | 1842                 | |                                                               |
| Ferdinand von Miller                                |                           | Portes du Walhalla                                                                               | Donaustauf                                                | 1842            | 1842                 | |                                                               |
| Ludwig Schwanthaler                                 |                           | Frédéric III de Brandebourg-Bayreuth                                                             | Schlossplatz et Marktplatz, Erlangen                      |                 | 1843                 | Hagiographie pour Charles-Frédéric d'Anspach-Bayreuth                                                                                          |                                                               |
| Ludwig Schwanthaler                                 | Johann Baptist Stiglmaier | Colonne de Louis Ier de Hesse                                                                    | Luisenplatz, Darmstadt                                    | 1843            | 1844                 | |                                                               |
| Ludwig Schwanthaler                                 |                           | Charles Ier de Bade                                                                              | château de Karlsruhe                                      |                 | 1844                 | |                                                               |
| Ludwig Schwanthaler                                 |                           | Tilly, Wrede                                                                                     | Feldherrnhalle, Odeonsplatz                               |                 | 1844                 | |                                                               |
| Ludwig Schwanthaler                                 |                           | Johann Wolfgang von Goethe                                                                       | Goetheplatz à Francfort-sur-le-Main                       |                 | 1844                 | |                                                               |
| Pietro Tenerani                                     |                           | Ferdinand II des Deux-Siciles                                                                    | Musée national ferroviaire de Pietrarsa                   | 1844            |                      | premier essai d'emploi de fonte |                                                               |
| Pietro Tenerani                                     |                           | Simón Bolívar                                                                                    | Bogota, Colombie                                          |                 | 1844                 | |                                                               |
| Ludwig Schwanthaler                                 |                           | Wiguläus von Kreittmayr (de)                                                                     |                                                           |                 | 1845                 | refondue lors de la Seconde Guerre mondiale |                                                               |
| Ludwig Schwanthaler                                 |                           | Jean Paul                                                                                        | Wunsiedel                                                 | Buste           | 1845                 | |                                                               |
| Ludwig Schwanthaler                                 | Ferdinand von Miller      | Austriabrunnen                                                                                   | Freyung près de Vienne                                    |                 | 1846                 | |                                                               |
| Ludwig Schwanthaler                                 |                           | Charles XIV de Suède                                                                             | Oslo                                                      | 1845            |                      | |                                                               |
| John Gibson                                         |                           | William Huskisson                                                                                | Princess Avenue, Liverpool                                | 1846            |                      | |                                                               |
| Theodor Wagner                                      |                           | les 4 figures allégorique du Jubiläumssäule (de)                                                 | Schlossplatz, Stuttgart                                   | 1846            |                      | |                                                               |
| Pietro Tenerani                                     |                           | Simón Bolívar                                                                                    | Bogota, Colombie                                          | 1846            | 1846                 | |                                                               |
| Karl Emanuel Tscharner                              |                           | Bertold V de Zähringen                                                                           | Nydegghöfli, à côté de la Nydeggkirche (de) à Berne.      |                 | 1846                 | |                                                               |
| Max von Widnmann (de)                               |                           | Julius Echter von Mespelbrunn                                                                    | Wurzbourg, en face du Juliusspital sur la Juliuspromenade |                 | 1847                 | |                                                               |
| Friedrich Brugger (de)                              |                           | Christoph Willibald Gluck                                                                        | Promenadeplatz, Munich                                    |                 | 1848                 | | détruit pendant la Seconde Guerre mondiale, coulée de nouveau |
| Ludwig Schwanthaler                                 |                           | Bavaria                                                                                          | Theresienwiese, Munich                                    | 1844            | 1850                 | |                                                               |
| Max von Widnmann (de)                               |                           | Orlando di Lasso                                                                                 | Promenadeplatz, Munich                                    | 1849            |                      | détruit pendant la Seconde Guerre mondiale, coulée de nouveau en 1958                                                                          |                                                               |
| Ludwig Schwanthaler                                 |                           | Johann Gottfried Herder                                                                          | Herderkirche, Weimar                                      |                 | 1850                 | |                                                               |
| Johann Halbig (de)                                  |                           | Crucifix                                                                                         | Alter Südfriedhof de Munich                               |                 | 1850                 | |                                                               |
| Friedrich Brugger (de), Johann Halbig (de)          |                           | Quadriga                                                                                         | Siegestor                                                 | 1850            | 1852                 | |                                                               |
| Ludwig Schwanthaler                                 |                           | Nouvelle statue pour le Walhalla de Bohème                                                       | Musée national de Prague                                  | 1846            |                      | |                                                               |
| Bengt Erland Fogelberg                              |                           | Gustave II Adolphe de Suède                                                                      | Domsheide, Brême                                          | 1851            | 1853                 | |                                                               |
| Ludwig Schwanthaler                                 |                           | Nymphenbrunnen                                                                                   | Hofgarten de Munich                                       | 1852            | 1853                 | |                                                               |
| Carl Gustaf Qvarnström                              |                           | Esaias Tegnér                                                                                    | Lund                                                      | 1852            | 1853                 | |                                                               |
| Ludwig Schwanthaler                                 |                           | François Ier d'Autriche                                                                          | Františkovy Lázně                                         |                 | 1853                 | |                                                               |
| Bengt Erland Fogelberg                              |                           | Charles XIV Jean de Suède                                                                        | Stockholm                                                 |                 | 1853                 | |                                                               |
| Bengt Erland Fogelberg                              |                           | Birger Jarl                                                                                      | Stockholm                                                 | 1853            |                      | |                                                               |
| Max von Widnmann (de)                               |                           | Lorenz von Westenrieder (de)                                                                     | Promenadeplatz, Munich                                    | 1854            |                      | |                                                               |
| Ludwig Schwanthaler                                 |                           | Danseuse                                                                                         | Metropolitan Museum of Art, New York                      | 1854            |                      | |                                                               |
| Carl Gustaf Qvarnström                              |                           | Jöns Jakob Berzelius                                                                             | Stockholm                                                 | 1855            |                      | |                                                               |
| Thomas Crawford                                     |                           | Ludwig van Beethoven                                                                             | Athenäum, Boston                                          | 1855            |                      | |                                                               |
| Thomas Crawford                                     |                           | George Washington                                                                                | Richmond (Virginie)                                       | 1856            |                      | |                                                               |
| Patrick Henry                                       |                           | Thomas Jefferson, George Mason, George Marshall                                                  | Richmond                                                  | 1869            |                      | |                                                               |
| Johann Halbig (de)                                  |                           | Bernhard Erasmus von Deroy                                                                       | Gouvernement régional de haute-Bavière, Maximilianstraße  | 1856            |                      | |                                                               |
| Franz Xaver Schwanthaler (de)                       |                           | segnender Christus im Weingarten                                                                 | Kreuzbergfriedhof, Weingarten                             | 1856            |                      | étain |                                                               |
| Pietro Tenerani                                     |                           | Ferdinand II des Deux-Siciles                                                                    | Musée national ferroviaire de Pietrarsa Messina           |                 | 1856                 | second essai en fonte |                                                               |
| Ernst Rietschel                                     |                           | Monument pour Goethe et Schiller (de)                                                            | Theaterplatz à Weimar                                     |                 | 1857                 | |                                                               |
| Friedrich Brugger (de)                              |                           | Jakob Fugger                                                                                     | Philippine-Welser-Straße à Augsbourg                      |                 | 1857                 | |                                                               |
| Hanns Gasser                                        |                           | Monument pour le duc Louis IX de Bavière                                                         | Landshut                                                  |                 | 1858                 | |                                                               |
| Adamo Tadolini                                      |                           | Simón Bolívar                                                                                    | Lima                                                      | 1858            | 1859                 | statue équestre |                                                               |
| Johann Halbig (de)                                  |                           | August von Platen                                                                                | Ansbach                                                   | 1858            | 1858                 | |                                                               |
| Max von Widnmann (de)                               |                           | Christoph von Schmid                                                                             | Dinkelsbühl                                               | 1859            | 1859                 | |                                                               |
| Ludwig von Hofer (de)                               |                           | Eberhard V de Wurtemberg                                                                         | dans la cour du Vieux château de Stuttgart                | 1859            |                      | |                                                               |
| Randolph Rogers                                     |                           | Portail Est du Capitole de Washington                                                            | Washington                                                | 1861            |                      | |                                                               |
| Friedrich Brugger (de)                              |                           | Carl Philipp von Wrede                                                                           | Heidelberg                                                | 1860            | 1860                 | Commande de Louis Ier, refondu en 1940 |                                                               |
| Joel Hart                                           |                           | Henry Clay                                                                                       | La Nouvelle-Orléans                                       | 1860            |                      | |                                                               |
| Johann Halbig (de)                                  |                           | Joseph de Habsbourg-Lorraine (1776-1847)                                                         | Budapest                                                  | 1860            |                      | |                                                               |
| Friedrich Brugger (de)                              |                           | Maximilien II de Bavière                                                                         | Promenadeplatz, Munich                                    | 1861            |                      | |                                                               |
| Friedrich Brugger (de)                              |                           | Maximilien II de Bavière                                                                         | Bayreuth                                                  | 1861            |                      | |                                                               |
| Friedrich Brugger (de)                              |                           | Friedrich Wilhelm Joseph von Schelling                                                           | Maximilianstraße                                          | 1861            |                      | |                                                               |
| Max von Widnmann (de)                               |                           | Louis Ier de Bavière                                                                             | Odeonsplatz, Munich                                       | 1862            |                      | statue équestre |                                                               |
| Karl Cauer (de) (1864–1870)                         |                           | Friedrich Schiller                                                                               | Mannheim                                                  | 1862            |                      | |                                                               |
| Max von Widnmann (de)                               |                           | Friedrich Schiller                                                                               | Munich                                                    | 1864            |                      | refondue pendant la Seconde Guerre mondiale |                                                               |
| Max von Widnmann (de)                               |                           | Johann Wolfgang von Goethe                                                                       | Lenbachplatz, Munich                                      | 1863            |                      | Im 2. Weltkrieg eingeschmolzen |                                                               |
| Ludwig von Hofer (de)                               |                           | Statue de la concorde au sommet du Jubiläumssäule (de)                                           | Schlossplatz, Stuttgart                                   | 1863            |                      | |                                                               |
| Raphael Christen (de)                               |                           | Statue de la fontaine à Berne                                                                    | Berne                                                     | 1863            |                      | |                                                               |
| Friedrich Brugger (de)                              |                           | Mikhaïl Semionovitch Vorontsov                                                                   | Odessa                                                    | 1864            |                      | |                                                               |
| Johannes Christian Dielmann                         |                           | Friedrich Schiller                                                                               | Francfort-sur-le-Main                                     | 1864            |                      | |                                                               |
| Carl Eneas Sjöstrand (1828–1906), sculpteur suédois |                           | Henrik Gabriel Porthan                                                                           | Turku                                                     | 1864            |                      | |                                                               |
| Harriet Hosmer                                      |                           | Thomas Hart Benton                                                                               | Saint-Louis                                               | 1864            |                      | |                                                               |
| Emma Stebbins                                       |                           | Horace Mann                                                                                      | Boston                                                    | 1865            |                      | |                                                               |
| Max von Widnmann (de)                               |                           | Franz Ludwig von Erthal                                                                          | Bamberg                                                   | 1864            | 1865                 | |                                                               |
| Konrad Knoll (de)                                   |                           | Fischbrunnen                                                                                     | Marienplatz                                               | 1865            | 1865                 | Fontaine, fortement endommagée pendant la Seconde Guerre mondiale, de nos jours fontaine Josef Henselmann, reconstituée à partir de l'original |                                                               |
| Johann Peter Götting (de)                           |                           | Vierge à l'Enfant                                                                                | Tour de la cathédrale d'Aix-la-Chapelle                   | 1865            |                      | doré au mercure |                                                               |
| Randolph Rogers                                     |                           | Monument de guerre The Sentinel                                                                  | Spring Grove Cemetery (en) à Cincinnati                   | 1865            | 1865                 | |                                                               |
| Max von Widnmann (de)                               |                           | Wolfgang Heribert von Dalberg                                                                    | Mannheim                                                  | 1865            | 1866                 | |                                                               |
| Johann Halbig (de)                                  |                           | Joseph von Fraunhofer                                                                            | Munich                                                    | 1865            | 1865                 | |                                                               |
| Konrad Knoll (de)                                   |                           | Johann Philipp Palm                                                                              | Braunau am Inn                                            | 1865            |                      | |                                                               |
| William Wetmore Story                               |                           | Edward Everett                                                                                   | Boston                                                    | 1867            |                      | |                                                               |
| Caspar von Zumbusch                                 |                           | Benjamin Thompson                                                                                | Munich                                                    | 1867            |                      | |                                                               |
| Max von Widnmann (de)                               |                           | Friedrich von Gärtner                                                                            | Gärtnerplatz, Munich                                      | 1867            |                      | Fortement endommagé pendant la Seconde Guerre mondiale                                                                                         |                                                               |
| Friedrich Brugger (de)                              |                           | Leo von Klenze                                                                                   | Gärtnerplatz, Munich                                      | 1867            |                      | détruite lors de la Seconde Guerre mondiale, tête coulée de nouveau en 1998                                                                    |                                                               |
| Chauncey Ives (1810-1894) sculpteur américain       |                           | Thomas Church Brownell (en)                                                                      | Hartford (Connecticut)                                    | 1868            |                      | |                                                               |
| Max von Widnmann (de)                               |                           | Johann Michael Sailer                                                                            | Ratisbonne                                                | 1868            |                      | |                                                               |
| Emma Stebbins                                       |                           | Bethesda Fountain                                                                                | Central Park New York                                     | 1870            |                      | |                                                               |
| August von Kreling                                  |                           | Tyler Davidson Fountain (en)                                                                     | Cincinnati                                                | 1870            | 1871                 | |                                                               |
| Randolph Rogers                                     |                           | Abraham Lincoln                                                                                  | Union Square, New York                                    | 1870            | 1871                 | |                                                               |
| Charles Fuller (1830-75) sculpteur britannique      |                           | Abdülaziz                                                                                        | Palais de Beylerbeyi, Istanbul                            | 1870            | 1871                 | statue équestre |                                                               |
| Alfonso Balzico                                     |                           | Massimo d'Azeglio                                                                                | Turin                                                     | 1873            |                      | |                                                               |
| Randolph Rogers                                     |                           | Monument aux morts                                                                               | Worcester (Massachusetts)                                 | 1874            |                      | |                                                               |
| Adamo Tadolini                                      |                           | Simón Bolívar                                                                                    | Caracas Venezuela                                         | 1874            |                      | statue équestre |                                                               |
| Thomas Ball                                         |                           | Abraham Lincoln                                                                                  | Lincoln Memorial, à Washington                            | 1875            |                      | |                                                               |
| Johann Halbig (de)                                  |                           | Guillaume Ier de Wurtemberg                                                                      | Bad Cannstatt, Stuttgart                                  | 1875            |                      | statue équestre |                                                               |
| Luigi Borro                                         |                           | Daniele Manin                                                                                    | Venise                                                    | 1875            |                      | statue en pied |                                                               |
| Caspar von Zumbusch                                 |                           | Maximilien II de Bavière                                                                         | Munich                                                    | 1875            |                      | redessiné |                                                               |
| Michael Wagmüller                                   |                           | motif de jardin pour                                                                             | Château de Linderhof                                      | 1875            |                      | étain |                                                               |
| Friedrich Wilhelm Wolff                             |                           | Statue de Rhein et Memel, Frédéric-Guillaume IV de Prusse                                        | Château de Berlin                                         | 1876            |                      | |                                                               |
| Randolph Rogers                                     |                           | William H. Seward                                                                                | New York                                                  | 1875            |                      | |                                                               |
| Thomas Ball                                         |                           | Daniel Webster                                                                                   | Boston                                                    | 1875            |                      | |                                                               |
| Johannes Schilling                                  |                           | Bachus et d'Ariane avec un attelage de Panthères ruppe von Bachus und Ariadne mit Phantergespann | Semperoper Dresde                                         | 1875            |                      | Quadriga |                                                               |
| Randolph Rogers                                     |                           | Genie, au sommet du capitole du                                                                  | Connecticut                                               | 1875            |                      | |                                                               |
| Franklin Simmons (en)                               |                           | Edward P. Little (en)                                                                            | Edward Little High School (en), Auburn (Maine)            | 1875            |                      | |                                                               |
| Franklin Simmons (en)                               |                           | Roger Williams                                                                                   | Providence, Rhode Island                                  | 1877            |                      | |                                                               |
| Ferdinand von Miller le Jeune (de)                  |                           | William Shakespeare                                                                              | Tower Grove Park (en), St. Louis                          | 1877            |                      | |                                                               |
| Theodor Friedl (de)                                 |                           | deux groupes de pégases                                                                          | théâtre municipal d'Augsbourg                             | 1877            |                      | |                                                               |
| Baron Ferdinand von Miller                          |                           | Alexander von Humboldt                                                                           | Tower Grove Park (en), St. Louis                          | 1877            |                      | |                                                               |
| Lorenz Gedon (de)                                   |                           | deux lions pour le bateau à vapeur Dampfer Bavaria et Wittelsbach                                | Starnberger See, St. Louis                                | 1878            |                      | étain |                                                               |
| Thomas Ball                                         |                           | Abraham Lincoln                                                                                  | Boston                                                    | 1878            |                      | |                                                               |
| Thomas Ball                                         |                           | Josiah Quincy II (en)                                                                            | Old City Hall, 45 School Street, Boston                   | 1878            | 1879                 | |                                                               |
| Baron Ferdinand von Miller                          |                           | Maximilien Ier de Bavière, fontaine                                                              | Bamberg                                                   |                 | 1880                 | |                                                               |
| Ferdinand von Miller le Jeune (de)                  |                           | Albertus Magnus,                                                                                 | Lauingen                                                  | 1881            | 1881                 | |                                                               |
| Enrico Pazzi (1819-1899) sculpteur italien          |                           | Mihailo Obrenović                                                                                | Belgrade                                                  | 1881            | 1881                 | statue équestre |                                                               |
| Ferdinand von Miller le Jeune (de)                  |                           | General Joaquín Mosquera,(1787- 1878) président de Grande Colombiedu 2 mai au 23 novembre 1831   | Bogota                                                    | 1882            | 1882                 | |                                                               |
| Baron Ferdinand von Miller                          |                           | Monument aux morts                                                                               | Charleston (Caroline du Sud)                              | 1882            |                      | |                                                               |
| Baron Ferdinand von Miller                          |                           | Johann Gottfried Herder                                                                          | Saint-Louis                                               | 1882            |                      | |                                                               |
| Johannes Schilling                                  |                           | Germania pour le Niederwalddenkmal                                                               | Rüdesheim am Rhein                                        | 1883            |                      | |                                                               |
| Wilhelm von Rümann                                  |                           | Lindavia-Brunnen                                                                                 | Lindau                                                    | 1883            |                      | |                                                               |
| Baron Ferdinand von Miller                          |                           | Christophe Colomb                                                                                | St. Louis                                                 | 1886            |                      | |                                                               |
| William Henry Rinehart (en)                         |                           | Roger B. Taney                                                                                   | Mount Vernon Place, Baltimore                             | 1887            |                      | |                                                               |
| Baron Ferdinand von Miller                          |                           | Monument aux morts                                                                               | Elbing                                                    | 1887            |                      | |                                                               |
| Ferdinand von Miller le Jeune (de)                  |                           | Baudouin de Luxembourg                                                                           | Balduinsbrunnen, Trèves                                   |                 | 1897                 | 1897 |                                                               |
| Heinrich Düll, Max Heilmaier, Georg Pezold (de)     |                           | L'Ange de la paix                                                                                | Maximiliansanlagen, Munich                                | 1899            |                      | Bronze doré |                                                               |
| Rupert von Miller (de)                              |                           | Simón Bolívar                                                                                    | Bogota                                                    | 1930            |                      | |                                                               |